# Балістика (фільм)
Балістика (англ. Ballistica) — американський бойовик 2009 року.

## Сюжет
Агент ЦРУ на ім'я Деміан, виконує важливу місію. Він повинен перешкодити міжнародній терористичній організації підірвати новий вид бомби, яка здатна знищити все живе в радіусі 10 миль. Деміан — великий знавець бойових мистецтв з використанням зброї. Такі навички роблять його серйозним знаряддям ЦРУ в боротьбі з противником. Агенту допомагає вчена-фізик Алекса, намагаючись усунути власну помилку щодо створення бомби.

## У ролях
- Пол Логан — Деміан Слоан
- Мартін Коув — Райлі
- Роберт Даві — Макартур
- СіБі Феррарі — Алекса
- Ендрю Дівофф — Драгомир
- Кеті Тейлор — Пейдж
- Сем Саліба — Елі
- Макс Глотов — Макс
- Лорен Мері Кім — Фанг
- Марк Фелан — Владислав
- Анна-Марія Панич — Тетяна
- Сем Саббаг — російський терорист
- Томас Дауні — директор ЦРУ
- Шеннон Сауседа — секретар ЦРУ
- Мара Маріні — Вероніка
- Фарах Кандах — Кевін, син Деміана
- Ель Гудман — дружина Деміана
- Джеймс Лью — вартівник 1
- Саймон Рі — вартівник 2
- Френкі Джиакалон — вартівник 3
- Девід Вог — вартівник 4
- Хазукі Като — Їй Фей
- Коул С. МакКей — помічник Драгомира
- Джессі Коув — агент ЦРУ 1
- Джейсон Анкона — агент ЦРУ 2
- Вера Вангард — агент ЦРУ 3
- Джеффрі Міллер — агент ЦРУ 4
- Лорі Бендер — агент ЦРУ 5
- Адам Сміт — агент ЦРУ 6